# Eisenbahnbrücke Ljubljana-Moste
Die Eisenbahnbrücke Ljubljana-Moste überquert den Fluss Ljubljanica in Ljubljana, der Hauptstadt Sloweniens.
Sie bildet südlich der Bahnstation Vodmat die westliche Begrenzung des Laibacher Stadtbezirks Moste. Parallel zur Eisenbahnbrücke verläuft in wenigen Metern Abstand die Grablovičeva ulica über die Moščanski most (Moste-Brücke), die zwischen 1910 und 1924 gebaut wurde.
Die 1893 eröffnete eingleisige Eisenbahnbrücke steht im Verlauf der Bahnstrecke Ljubljana–Metlika (die heute die Nebenstrecke 80 der Slovenske železnice, der Slowenischen Eisenbahnen bildet) und weiter nach Karlovac und Rijeka führt (mit den Hrvatske željeznice, den Kroatischen Eisenbahnen). Zur Zeit, als die Brücke in der k. u. k. Doppelmonarchie von der Wiener Eisenbaufirma Ig. Gridl geplant und gebaut wurde, war sie ein Teil der Unterkrainerbahn (Dolenjska železnica).
Die Brücke ist eine Konstruktion aus zwei stählernen Halbparabelträgern mit einer lichten Öffnung von 33,5 Metern. Das Projekt für die Brücke wurde 1892 erstellt, und der Bau der Widerlager begann im März 1893. Das Tragwerk der Brücke wurde damals wohl aus Schmiedeeisen gefertigt.
Entsprechend der erhöhten Verkehrsbelastungen musste die Konstruktion in den Jahren 1939 und 1971 verstärkt werden.

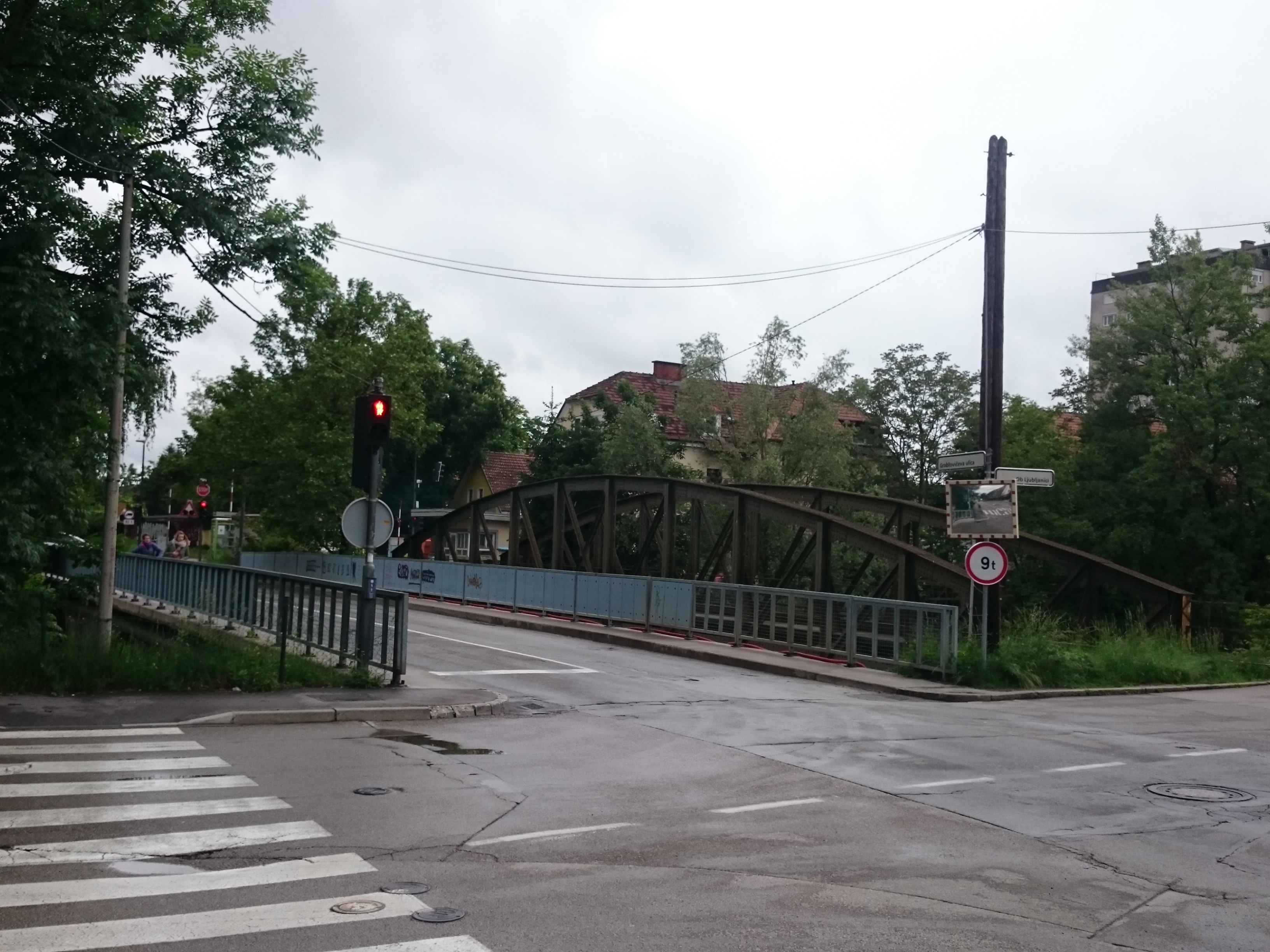
Die Straßen- und die Eisenbahnbrücke